# 非洲民主社会主义党派联盟
非洲民主社会主义党派联盟（英語：League of African Democratic Socialist Parties）是非洲的一个民主社会主义国际政党组织。该组织成立于1981年，最初取名为非洲社会党国际；1988年，改名为非洲社会主义和民主国际（又译非洲社会党和民主党国际）；后改现名。该组织成立的目的是为非洲的温和社会主义者提供一个国际论坛，并宣称“民主社会主义”是非洲发展的唯一可行道路。该组织与社会党国际保持密切关系，但并非社会党国际的区域性分支。
1976年，在社会党国际日内瓦会议上，塞内加尔总统、塞内加尔社会党领袖、社会党国际副主席利奥波德·塞达尔·桑戈尔提出并被“委托”组建一个不受苏联控制的非洲国际政党组织。1981年2月26日—28日，该组织在突尼斯召开第一次会议，来自非洲各地的11个民主社会主义政党出席。加法尔·尼迈里领导的苏丹社会主义联盟是创始政党之一。除桑戈尔外，该组织的创始人还有突尼斯总统哈比卜·布尔吉巴。然而，该组织未能吸引到整个非洲的社会党人，特别是津巴布韦和纳米比亚的社会党。苏联媒体批评该组织是“资产阶级”政党的联盟，认为它是“在西欧策划、在达喀尔和突尼斯设计的危险的机会主义组织”。